# Nodo (unità di misura)

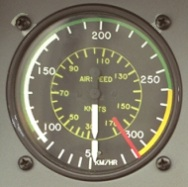
Un anemometro, nel cerchio più interno è riportata la velocità in nodi

Il nodo è una unità di misura per la velocità equivalente ad un miglio nautico l'ora (1,852 km/h). In Italia e in Francia si utilizza spesso, soprattutto in ambito nautico, l'abbreviazione nd, mentre in ambito internazionale il simbolo utilizzato è kn: tale abbreviazione è consigliata dall'Ufficio internazionale dei pesi e delle misure e dall'Organizzazione idrografica internazionale, ma nei paesi anglosassoni si trova anche l'abbreviazione kts per il plurale (dall'inglese knots, nodi).
Il nodo non è un'unità di misura del Sistema internazionale, ma è accettata. In particolare il nodo è usato in meteorologia e per la navigazione nautica ed aerea.

## Conversioni
1 nodo è equivalente a circa:
- 0,514 m/s
- 1,852 km/h (esatto)
- 1,15 mph
- 1 nmi/h (esatto, per definizione)

## Origine
Anticamente la velocità veniva misurata lanciando un solcometro dalla poppa. Il solcometro era formato da una sagola alla cui estremità era legato un galleggiante di legno a forma di settore circolare (un quarto di cerchio) piombato nella parte curva per farlo galleggiare perpendicolarmente alla superficie dell'acqua e creare resistenza al trascinamento. Lungo la sagola erano posti dei nodi ad una distanza fissa di 50 piedi e 7,6 pollici (15,433 m). Il calcolo veniva effettuato da due marinai posti a poppa dell'imbarcazione. Uno doveva lanciare la sagola e contare quanti nodi attraversavano le sue dita, mentre un altro teneva il tempo usando una clessidra di 30 secondi. Dato che 15,433 m sono 1⁄120 di miglio nautico, mentre 30 secondi sono 1⁄120 di ora, il conteggio dei nodi passati tra le dita del marinaio, in trenta secondi, corrispondeva alla velocità della nave in miglia nautiche all'ora.
È proprio quest'ultima la definizione di “nodo” come velocità: un miglio nautico all'ora (1 kn = 1 nmi/h), dove la misura del miglio nautico – di 1852 m – deriva dall'essere questa la lunghezza dell'arco di circonferenza massima (equatore o meridiano sulla sfera terrestre) sotteso da un angolo al centro della terra di ampiezza pari a 1 primo (1⁄60 di grado sessagesimale). Sulle carte nautiche difatti le distanze vengono misurate riportandole sulla scala della latitudine riportata ai margini di queste.

## Errore comune
Essendo già il nodo una unità di misura per la velocità, pari per definizione a un "miglio nautico/ora", dire "nodi l'ora" per indicare una velocità è sbagliato. Tale definizione errata corrisponderebbe a "miglia l'ora per ogni ora" (miglio nautico/ora²), che a rigore sarebbe invece una misura di accelerazione.

## Terminologia
- KTAS (knots true airspeed = velocità reale dell'aria in nodi): la misura della velocità reale di un aereo rispetto all'aria circostante
- KIAS (knots indicated airspeed = velocità indicata dell'aria in nodi): è la velocità del velivolo rispetto all'aria come viene segnata dallo strumento di misura
- KCAS (knots calibrated airspeed = velocità dell'aria calibrata in nodi): velocità del velivolo rispetto all'aria corretta da errori di posizione della sonda pitot
- KEAS (knots equivalent airspeed = velocità dell'aria equivalente in nodi): è la velocità del velivolo rispetto all'aria corretta da errori di effetti di comprimibilità